# Адигейська мова
Адиге́йська мо́ва (самоназва — Адыгабзэ) — належить до абхазо-адизької сім'ї мов. Розповсюджена в Адигеї та у Лазаревському і Туапсинському районах Краснодарського краю Росії. Число мовців близько 130 тисяч (2002). Має 4 діалекти: абадзехський (за теперішнього часу практично вимер), бжедухський, темиргойський, шапсузький. Літературна адигейська мова склалась й розвивається на основі темиргойського діалекту. Крім адигейців, адигейською мовою користуються кабардинці та черкеси.

## Характеристика та особливості мови
Фонетика адигейської мови відрізняється великою кількістю приголосних (у діалектах до 66); голосних в первинному корінні лише два: «э» і «ы» короткі. Зі стяження складів утворилися довгі: е, и, а, о, у. Ім'я в певній відміні змінюється по чотирьох відмінках — прямому, непрямому, орудному і претваринному, а в невизначеному — по двох, зрідка трьох. Дієслово багате формами осіб, чисел, часів, нахилів, застав. Є багатоособисте, т. з. поліперсонноє відмінювання, коли у відмінювану форму дієслова одночасно включаються два або декілька особистих префіксів, показників суб'єкта, прямого і непрямого об'єктів.
Для адигейської мови характерна багатоскладність присудка, до складу якого можуть входити особисті префікси, приставки місця, напряму і особистого відношення, а іноді іменне коріння. Лад пропозиції змінюється залежно від перехідності і неперехідності присудка (підмет відповідно в непрямому і прямому відмінках; присудок неперехідний, з непрямим об'єктом). Відносне визначення стоїть перед визначуваним, а якісне — після визначуваного. Звичайний порядок слів в пропозиції: підмет, пряме доповнення, решта членів, присудка. У лексиці сучасної адигейської мови виділяється первинне коріння типу відкритого складу. З поєднання їх утворюються більшість адигейських слів.

## Писемність
Колись черкеси мали свою писемність, але у ході Великої Кавказької війни через геноцид черкесів  її було забуто[джерело?] і довгий час черкеси були без писемності.
Після Жовтневого перевороту була створена писемність на основі арабської абетки, яку було замінено в 1927 році латинською, а в 1938-му — кириличною, що вживається і нині.
| А а а             | Б б бы       | В в вы             | Г г гы       | Гу гу гуы    | Гъ гъ гъы | Гъу гъу гъуы | Д д ды       |
| Дж дж джы         | Дз дз дзы    | Дзу дзу дзуы       | Е е йэ       | (Ё ё) йо     | Ж ж жы    | Жъ жъ жъы    | Жъу жъу жъуы |
| Жь жь жьы         | З з зы       | И и йы             | Й й йы кӏаку | К к* кы      | Ку ку куы | Къ къ къы    | Къу къу къуы |
| КІ кІ** кӏы       | Кӏу кӏу кӏуы | Л л лы             | Лъ лъ лъы    | ЛІ лІ лӏы    | М м мы    | Н н ны       | О о*** уэ    |
| П п пы            | ПІ пІ пӏы    | Пӏу пӏу пӏуы       | Р р ры       | С с сы       | Т т ты    | ТІ тІ тӏы    | Тӏу тӏу тӏуы |
| У у уы            | Ф ф фы       | Х х хы             | Хъ хъ хъы    | Хъу хъу хъуы | Хь хь хьы | Ц ц цы       | Цу цу цуы    |
| ЦІ цІ цӏы         | Ч ч чы       | ЧІ чІ чӏы          | Ш ш шы       | Шъ шъ шъы    | ШІ шІ шӏы | Шӏу шӏу шӏуы | Щ щ щы       |
| (Ъ ъ) пытэ тамыгь | Ы ы ы        | (Ь ь) шъэбэ тамыгь | Э э э        | (Ю ю) йыу    | (Я я) йа  | I Іы         | Іу Іыу       |

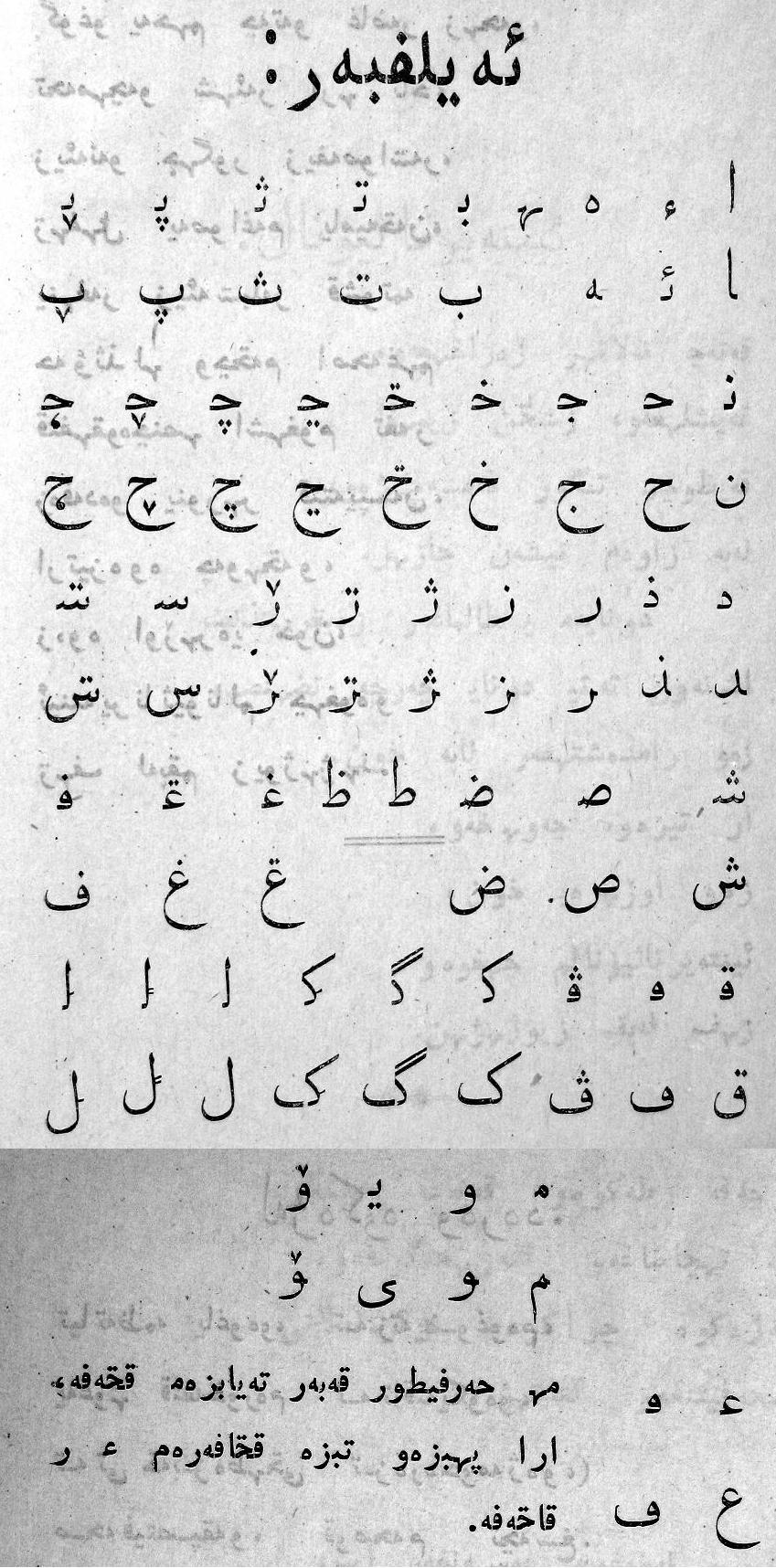
Адигейська арабська абетка 1918—1927

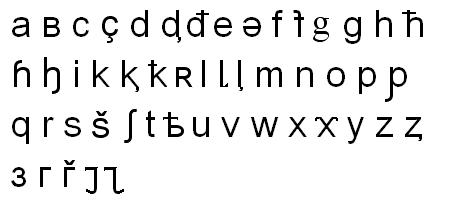
Адигейська латинська абетка 1927—1938

У сучасному адигейському алфавіті 64 літери: 7 голосних та 57 приголосних. Літери ё, к, ъ, ь, ю, я переважно вживаються у запозиченнях; «о» передає дифтонг уэ/эу, кІ — чІ. Раніше в алфавіті були літери щІ, щӏу.
Крім символів, наявних у російському алфавіті, в адигейський алфавіт включено літеру I («паличка»).
Комбінації приголосних з «у», «ь», «ъ», «I»: гу, гь, гьу, къ, къу, кІ, кӏу, жъ, жъу, шъ, шъу, шІ, шӏу та ін. використовуються на позначення специфічних (гортанних, губних, змичних, щілинних, бокових) звуків. Ці комбінації передають одну фонему, подібно до ль, ть, сь в українській мові.
У кабардинській та адигейській мові жь і жъ вимовляються абсолютно однаково, але пишуться по різному. У кабардинській замість жъ пишуть жь (жъы / жьы «старий»), замість чІ — щІ (чӏыгу / щӏыгу «земля»), замість шъ — щ (пшъашъэ / пщащэ «дівчинка»), замість шъу — ф (шъузы / фыз «жінка»; уцышъо / удзыфэ «зелений»), замість шІ — щІ (пшӏы / пщӏы «десять»), замість ф — ху (фай / хуейщ «хотіти»), а замість шӏу — фІ (шӏои / фӏей «брудний»).
| Кирилиця | МФА        | Вимова | Слова                     |
| -------- | ---------- | ------ | ------------------------- |
| А а      | aː         |        | ачъэ, апчъы               |
| Б б      | b          |        | баджэ́, бэ                 |
| В в      | v          |        |                           |
| Г г      | ɣ          |        | гыны́, чъыгы               |
| Г г      | ɡ          |        | гыны́, чъыгы               |
| Гу гу    | ɡʷ         |        | гу, гущыӀ                 |
| Гъ гъ    | ʁ          |        | гъатхэ́, гъэмаф            |
| Гъу гъу  | ʁʷ         |        | гъунэ́гъу, гъунджэ         |
| Д д      | d          |        | дыджы́, дахэ               |
| Дж дж    | dʒ         |        | джан, лъэмыдж             |
| Дз дз    | dz         |        | дзыо, дзын                |
| Дзу дзу  | dzʷ        |        | хьандзу, хьандзуачӀ       |
| Е е      | e ja aj    |        | ешэн, еплъы́н              |
| (Ё ё)    | o jo       |        | ёлк                       |
| Ж ж      | ʒ          |        | жэ, жакӀэ                 |
| Жъ жъ    | ʐ          |        | жъы, жъажъэ               |
| Жъу жъу  | ʐʷ         |        | жъун, жъуагъо             |
| Жь жь    | ʑ          |        | жьыбгъэ, жьау             |
| З з      | z          |        | занкӀэ, зандэ             |
| И и      | i ə jə     |        | ихьан, икӀыпӀ             |
| Й й      | j          |        | йод, бай                  |
| К к      | k          |        | кнопк, ручк               |
| Ку ку    | kʷ         |        | кушъэ, ку                 |
| Къ къ    | q          |        | къалэ, къэкӀон            |
| Къу къу  | qʷ         |        | къухьэ, къушъхьэ          |
| КӀ кӀ    | kʼ kʼʲ tʃʼ |        | кӀымаф, кӀыхьэ (кӀ, шкӀэ) |
| КӀу кӀу  | kʷʼ        |        | кӀун, кӀуакӀэ             |
| Л л      | l          |        | лы, кӀалэ                 |
| Л л      | ɮ          |        | блы, чылэ, мыл            |
| Лъ лъ    | ɬ          |        | лъэбэкъу, лъащэ           |
| ЛӀ лӀ    | ɬʼ         |        | лӀы, лӀыгъэ               |
| М м      | m          |        | мэзы́, мэлы                |
| Н н      | n          |        | нэ, ны                    |
| О о      | o w wa aw  |        | мощ, коны (о, осы, ощхы)  |
| П п      | p          |        | пэ, сапэ                  |
| ПӀ пӀ    | pʼ         |        | пӀэ, пӀэшъхьагъ           |
| ПӀу пӀу  | pʷʼ        |        | пӀун, пӀур                |
| Р р      | r          |        | рикӀэн, риӀон             |
| С с      | s          |        | сэ, сэшхо                 |
| Т т      | t          |        | тэтэ́жъ, тэ                |
| ТӀ тӀ    | tʼ         |        | тӀы, ятӀэ                 |
| ТӀу тӀу  | tʷʼ        |        | тӀурыс, тӀурытӀу          |
| У у      | u w        |        | ушхун, убэн               |
| Ф ф      | f          |        | фыжьы́, фэен               |
| Х х      | x          |        | хы, хасэ                  |
| Хъ хъ    | χ          |        | хъыен, пхъэн              |
| Хъу хъу  | χʷ         |        | хъун, хъурай              |
| Хь хь    | ħ          |        | хьэ, хьаку                |
| Ц ц      | ts         |        | цагэ, цы                  |
| Цу цу    | tsʷ        |        | цуакъэ, цу                |
| ЦӀ цӀ    | tsʼ        |        | цӀынэ, цӀыфы              |
| Ч ч      | tʃ kʲ      |        | чэфы, чэты                |
| ЧӀ чӀ    | tʃʼ        |        | чӀыпӀэ, чӀыфэ             |
| Чъ чъ    | tʂ         |        | чъыгай, чъыӀэ             |
| Ш ш      | ʃ          |        | шы, шыблэ                 |
| Шъ шъ    | ʂ          |        | пшъашъэ, шъабэ            |
| Шъу шъу  | ʂʷ         |        | шъугъуалэ, шъукъакӀу      |
| ШӀ шӀ    | ʃʼ         |        | шӀын, шӀэны́гъ             |
| ШӀу шӀу  | ʃʷʼ        |        | шӀуцӀэ, шӀуфэс            |
| Щ щ      | ɕ          |        | щагу, щатэ                |
| (Ъ ъ)    | ″          |        |                           |
| Ы ы      | ə          |        | ыкӀи, зы                  |
| (Ь ь)    | ′          |        |                           |
| Э э      | a          |        | этаж, нэнэжъ              |
| (Ю ю)    | u ju       |        | Юсыф, Юныс                |
| Я я      | jaː        |        | яй, ябгэ                  |
| Ӏ        | ʔ          |        | Ӏэ, кӀасэ                 |
| Ӏу       | ʔʷ         |        | ӀукӀэн, Ӏусын, Ӏудан      |

| Кирилиця | МФА  |
| -------- | ---- |
| Гъу гъу  | ʁʷə  |
| Гъо гъо  | ʁʷa  |
| Жъу жъу  | ʐʷə  |
| Жъо жъо  | ʐʷa  |
| Ку ку    | kʷə  |
| Ко ко    | kʷa  |
| Къу къу  | qʷə  |
| Къо къо  | qʷa  |
| КӀу кӀу  | kʷʼə |
| КӀо кӀо  | kʷʼa |
| Шъу шъу  | ʂʷə  |
| Шъо шъо  | ʂʷa  |
| Ӏу       | ʔʷə  |

### Діалектні літери
| Кирилиця | МФА | Вимова | Слова                  |
| -------- | --- | ------ | ---------------------- |
| Гь гь    | ɡʲ  |        | гьанэ, гьэгун          |
| Кь кь    | kʲ  |        | кьэт, кьэхьы, жакьэ    |
| СӀ сӀ    | sʼ  |        | сӀэ, шӀусӀэ            |
| ФӀ фӀ    | fʼ  |        | фӀы, фӀыцӀэ            |
| Ху ху    | xʷ  |        | хуабэ, махо, хужьы     |
| Чу чу    | tʃʷ |        | чуакъо, чу             |
| ЩӀ щӀ    | ɕʼ  |        | щӀалэ                  |
| Ӏь       | h   |        | Ӏьыгь, Ӏьыдэдэм, дэӀьэ |

## Приклад
«Заповіт» Т. Шевченка адигейською мовою (переклав Кірімізе Жане):
| ОСЫЕТ Сыгу къэуцоу сыщымыІэжьы хъумэ Сигупсэ Украинэм ишъоф хъуау-пщаумэ Агузэгу шъыпкъэ бгы лъэгапІэм СыщычІашъулъхь сэ сыщычъыенэу, Губгъо гуІэтыпІэ инхэр слъэгъунэу, Днепрэ инэпкъи игырзэ макъи сащыгъозэнэу, Нэм фэмыплърэ лэжьыгъэ гъэбэжъухэр санэІу итынэу. Украинэм пыир къекІоу, ащ лъэу къичъырэр Хы шхъуантІэм фиузэнкІэу хэлъадэу зыхъурэм Сэ губгъуи къушъхьи зэкІэ къэзгъэнэнхи, Тхьэм ыдэжь сынэсыщт селъэІунэу… Ащ ыпэкІэ тхьэр сэ сшІэрэп зыкІи. СычІашъулъхьи, зы нэбгырэу зыкъэшъуІэти Іэхъу-лъэхъухэр хьалэч шъушІи, зэхэшъукъути, Пыижъ мэхъаджэм ылъыпсыкІэ Шъуишъхьафитныгъэ жъугъэпытэ, шъупсыхьэ. Сэ сшъхьи къыфэгъахьыгъэу, бынышхоу, Быны шъхьафитэу, быныкІэм Іае хэмытэу зи гущыІэ дахэкІэ Рэхьат-рэхьатэу сигугъу щышъушІыжьыныр СышъолъэІу, шъущымыгъупшэу шъугу илъыныр. |